# Rinsennock
Rinsennock – szczyt w Alpy Gurktalskie, paśmie Alp Noryckich, części Alp Wschodnich. Leży w Austrii w Karyntii. Do wysokości 2193 m kursuje kolejka linowa "Kornock" dalsza droga na szczyt zajmuje mniej niż 30 minut. Szczyt leży na zachód od przełęczy Turracher Höhe, na północnym zachodzie od niego leży Königstuhl.